# 霍恩埃姆斯
霍恩埃姆斯（德語：Hohenems）是奧地利福拉爾貝格州多恩比恩县的一个市镇，位於該國西部，距離博登湖約16公里，面積26.18平方公里，海拔高度432米，截至2023年1月1日总人口为16,946人。

## 外部連結
- Town of Hohenems （页面存档备份，存于）
- Jewish Museum of Hohenems （页面存档备份，存于）
- Stoffel's Saw Mill （页面存档备份，存于）